# Jean-Ernest II de Saxe-Weimar
Pour les articles homonymes, voir Jean-Ernest.
Jean-Ernest II (11 septembre 1627, Weimar – 15 mai 1683, Weimar) est duc de Saxe-Weimar de 1662 à sa mort.
Fils du duc Guillaume de Saxe-Weimar et d'Éléonore-Dorothée d'Anhalt-Dessau, il succède à son père à sa mort, sauf en Saxe-Eisenach, qui revient à son frère cadet Adolphe-Guillaume.
En 1672, Jean-Ernest procède à un partage avec ses frères cadets : Jean-Georges Ier reçoit Eisenach (la lignée d'Adolphe-Guillaume s'étant éteinte l'année précédente) et Bernard reçoit Iéna. À sa mort, ses fils Guillaume-Ernest et Jean-Ernest III lui succèdent conjointement.

## Descendance
Le 14 août 1656, Jean-Ernest épouse Christine-Élisabeth de Schleswig-Holstein-Sonderbourg-Franzhagen (23 juin 1638 – 7 juin 1679), fille du duc Jean-Christian de Schleswig-Holstein-Sonderbourg. Ils ont cinq enfants :
- Anne-Dorothée de Saxe-Weimar (12 novembre 1657 – 23 juin 1704), abbesse de Quedlinbourg ;
- Wilhelmine-Christine de Saxe-Weimar (26 janvier 1658 – 30 juin 1712), épouse en 1684 Christian-Guillaume de Schwarzbourg-Sondershausen ;
- Éléonore-Sophie de Saxe-Weimar (22 mars 1660 – 4 février 1687), épouse en 1684 Philippe de Saxe-Mersebourg-Lauchstadt ;
- Guillaume-Ernest (19 octobre 1662 – 26 août 1728), duc de Saxe-Weimar ;
- Jean-Ernest III (22 juin 1664 – 10 mai 1707), duc de Saxe-Weimar.